# Fimbristylis tumida
Fimbristylis tumida är en halvgräsart som beskrevs av Ethirajalu Govindarajalu. Fimbristylis tumida ingår i släktet Fimbristylis och familjen halvgräs. Inga underarter finns listade i Catalogue of Life.